# Enquire
ENQUIRE — система обмена документами, которую Тим Бернерс-Ли разработал для CERN в 1980. Многие идеи, использованные в Enquire, спустя 9 лет нашли своё применение во всемирной паутине и её усовершенствованной реализации семантической паутине:
- двунаправленные ссылки, характерные для wiki
- база данных
- редактирование документов на сервере
- простота конструкции, особенно в части гиперссылок